# Нейкамп, Питер
Питер Ниджкамп (нидерл.  Peter Nijkamp; родился 26 февраля 1946 года, Далфсен, Оверэйссел, Нидерланды) — голландский экономист, профессор экономики Амстердамского свободного университета.

## Биография
Питер родился 26 февраля 1946 года в Далфсен, провинция Оверэйссел, Нидерланды.
В 1970 году получил степень бакалавра наук по эконометрике в Роттердамском университете Эразма, а в 1972 году был удостоен докторской степени с cum laude в Роттердамском университете Эразма за защиту диссертации на тему «Проектирование промышленных комплексов посредством геометрического программирования».
Преподавательскую деятельность Ниджкамп начал в качестве ассистента профессора в 1973-1975 года, а с 1975 года полным профессором региональной и городской экономики и экономической географии в Амстердамском свободном университете.
П. Ниджкамп являлся президентом президентом Европейской ассоциации региональной науки в 1979—1989 годах, затем Международной ассоциации региональной науки в 1990—1992 годах, основателем и председателем NECTAR в 1987—2001 годах, председателем STELLA, исполнительным директором Инициативы совместного программирования для городской Европы в 2011—2012 годах, председателем Голландского совета по социальным наукам и вице-президентом Королевской академии наук и искусств Нидерландов, президентом правления Нидерландского научно-исследовательского совета в 2002—2009 годах, президентом Европейских глав научных советов (EUROHORCs), членом совета Международного института прикладного системного анализа.
П. Ниджкамп является почетным сотрудником Международного института прикладного системного анализа, почётным доктором (honoris causa) Брюссельского свободного университета, Афинского политехнического университета, Бухарестской академии экономических исследований, университета Алгарве и университета имени Адама Мицкевича в Познани, председателем совета попечителей исследовательской школы TRAIL при Делфтском техническом университете, членом Всемирной академии искусств и науки, Королевской академии наук и искусств Бельгии, Европейской Академии.

## Награды
За свои достижения в области экономики был удостоен рядом наград:
- 1987 — член Королевской академии наук и искусств Нидерландов,
- 1996 — премия Спинозы от Нидерландской организации научных исследований[англ.],
- 2004 — медаль основателя от Международной ассоциации региональной науки[англ.],
- 2016 — самый цитируемый голландский экономист, самый цитируемый экономист по региональной экономике по версии RePEc.